# 吉薩兒
吉薩兒（阿美語：Chidal、Chidaru、Ina-cidal或No cidar；日語：チダル），又可稱奇辣（Cidal），是台灣阿美族神話中的太陽女神。現今已逐漸被珠三娘媽（Ki-lang-祖）所取代。

## 身世
吉薩兒是馬拉道（Malataw）和茹妮（Dongi）的女兒，普拉斯（Fulad）的妹妹。

## 神話
關於吉薩兒的神話傳說共有射日傳說與發光的女孩此二則。

### 射日傳說
普拉斯與吉薩兒在成年後，被馬拉道付予照耀大地的職責。然而普拉斯生性怠惰，導致日月顛倒混亂不堪，故而馬拉道撤除他的職務並由吉薩兒負責。此事被普拉斯知曉後，十分不悅，便與吉薩兒爭相出現，並加劇光與熱，使得萬物枯萎凋零。最終在英雄Adek/Ade'k利用七彩釣竿及弓箭射傷普拉斯，並使普拉斯成為月亮後，才從新恢復秩序，而普拉斯所滴落的血液便成為了霞光，Adek/Ade'k的七彩釣竿則懸掛於天上成為彩虹 。

### 發光的女孩
在弗拉拉卡斯（Felalakac）強娶Tiyamacan後，Lalakan與Doci乘木臼抵達基拉撒亞（Cilangasan），兩人長大後結為夫妻。然而兩人所生的子嗣皆為怪異的生物，如Kangic，即便用羊皮作為間隔也無法解決，於是紛紛在傷心中指責眾神。其哭聲傳至吉薩兒耳中，故派遣Tatakusan前來查看，得知原因後又派遣Dakocoyaw/Salalacal與Saoriyan/Sawringaw此二神攜帶一節竹子降臨教導，最終產下正常的子女。

## 顏色
阿美族服飾基本六色當中的紅色，便是象徵著太陽女神吉薩兒:53。